# Автозаводская (станция метро, Нижний Новгород)
«Автозаводская» — 7-я станция Нижегородского метрополитена. Расположена на Автозаводской линии, между станциями «Пролетарская» и «Комсомольская».

## История и происхождение названия
Открытие станции состоялось 8 августа 1987 года в составе второго пускового участка Автозаводской линии Нижегородского метрополитена «Пролетарская — Комсомольская».
Станция расположена в Автозаводском районе, своё название получила от расположенного рядом Горьковского автомобильного завода и по одноимённому району, в котором она расположена. В проекте имела название «Северная» — по названию Северной проходной ГАЗ.

## Расположенные у метро объекты
- Северная проходная ГАЗ
- Автосалон «Северный»

## Вестибюли и пересадки
Имеет один подземный вестибюль для входа и выхода пассажиров.

## Значение для города
Станция используется для пересадки не только на внутригородские маршруты, но и на междугородние: до Дзержинска и посёлка Селекционной станции, через деревню Федяково.

## Привязка общественного транспорта
Возле станции «Автозаводская» проходит несколько маршрутов городского общественного транспорта:

### Автобусные маршруты
| №  | Пересадки                                                                                   | Конечный пункт 1            | Следует по улицам | Конечный пункт 2       |
| -- | ------------------------------------------------------------------------------------------- | --------------------------- | --- | ---------------------- |
| 20 | Пролетарская Комсомольская Кировская Парк Культуры                                          | Улица Деловая               | ул. Родионова, ул. Бринского, ул. Н. Сусловой, ул. Ванеева, ул. Белинского, пл. Лядова, пл. Комсомольская, ул. Молитовская, ул. Голубева, пер. Вайгач, ул. Баумана, ул. Памирская, ул. Г. Успенского, ул. Нахимова, пр. Ленина, пл. Киселёва, ул. Веденяпина, ул. Лескова, ул. Я. Купалы, ул. Коломенская, ул. Минеева, ул. Патриотов, ул. Ореховская, ул. Безводная | Стригино               |
| 31 | Пролетарская Комсомольская Кировская Парк культуры                                          | пос. Нагулино               | ул. Новополевая, ул. Рельсовая, ул. Ореховская, ул. Гайдара, Южное шоссе, ул. Веденяпина, пл. Киселёва, пр. Ленина, ул. Переходникова, пр. Бусыгина, ул. Ермоловой | пос. Парижской Коммуны |
| 40 | Горьковская Заречная Двигатель Революции Пролетарская Комсомольская Кировская Парк культуры | Верхние Печёры              | ул. Родионова, пл. Минина и Пожарского, ул. Варварская, пл. Свободы, ул. Горького, пл. Горького, пл. Лядова, пл. Комсомольская, пр. Ленина, ул. Веденяпина, Южное шоссе, ул. Я. Купалы, Южный бульвар | микрорайон «Юг»        |
| 54 | Комсомольская Кировская                                                                     | «Автозаводская»             | пр. Ленина, пр. Ильича, ул. Краснодонцев, пр. Молодёжный | с/х «Доскино»          |
| 56 | Заречная Двигатель Революции Пролетарская Комсомольская Кировская Парк Культуры             | Завод «Красное Сормово»     | ул. Коминтерна, ул. Страж Революции (назад — ул. 50 лет Победы), пр. Героев, Комсомольское шоссе, пр. Ленина, пр. Молодёжный | Стригино               |
| 63 | Пролетарская Комсомольская Кировская Парк культуры                                          | мкр. Юг                     | бульвар Южный, ул. Шнитникова, ул. Веденяпина, пл. Киселёва, пр. Ленина, Мызинский мост, пр. Гагарина, ул. 40-лет Октября, ул. Шатковская, ул. Полярная, ул. академика Сахарова, ул. Рокоссовского, ул. Ивлиева | ТЦ «Жар-Птица»         |
| 68 | Горьковская Пролетарская Комсомольская Кировская Парк культуры                              | Площадь Минина и Пожарского | ул. Варварская, пл. Свободы, ул. Горького, пл. Горького, пл. Лядова, пр. Гагарина, Мызинский мост, пр. Ленина, ул. Лескова, ул. Орбели | Улица Космическая      |
| 77 | Пролетарская Комсомольская Кировская                                                        | Автовокзал «Щербинки»       | пр. Гагарина, Мызинский мост, пр. Ленина, пл. Киселёва, ул. Веденяпина, Южное шоссе, ул. Янки Купалы, ул. Коломенская, ул. Мончегорская, ул. Космическая | Улица Космическая      |

- Маршрутное такси:
  - № т13 «Пл. Революции — мкр. Юг»
  - № т40 «Ул. Усилова — мкр. Юг»
  - № т59 «ЖК „Торпедо“ — Красное сормово»
  - № т67 «метро „Стрелка“ — пр. Ленина — ул. Космическая»
  - № т97 «Ул. Богдановича — Мостоотряд»

#### Пригородные и междугородние
| №   | Конечный пункт 2               |
| --- | ------------------------------ |
| 202 | А/С «Дзержинск»                |
| 307 | мкр. Западный-1 (г. Дзержинск) |
| 370 | ЖК «Окский берег»              |

### Трамвайные маршруты
| №   | Пересадки                                                  | Конечный пункт 1  | Следует по улицам | Конечный пункт 2 |
| --- | ---------------------------------------------------------- | ----------------- | --- | ---------------- |
| 8   | Пролетарская Комсомольская Кировская                       | Улица Игарская    | ул. Новикова-Прибоя, ул. Переходникова, пр. Ленина, пл. Киселёва, ул. героя Смирнова, ул. Минеева, ул. Патриотов, ул. Ореховская, ул. Рельсовая                                       | Гнилицы          |
| 22  | Комсомольская Кировская                                    | «Автозаводская»   | пр. Ленина, пр. Кирова, ул. Строкина | Улица Строкина   |
| 417 | Московская Чкаловская Пролетарская Комсомольская Кировская | Московский вокзал | ул. Чкалова, ул. Обухова, ул. Климовская, ул. Зелёная, ул. Дружбы, ул. Аксакова, ул. Новикова-Прибоя, ул. Переходникова, пр. Ленина, пр. Кирова, ул. Красных Партизан, пр. Молодёжный | 52 квартал       |

## Техническая характеристика
Станция колонная трёхпролётная, мелкого заложения.
Имеет один подземный вестибюль с выходом в подземный переход на проспект Ленина, Бусыгина и северную проходную ГАЗ.

## Расположение
Станция расположена рядом с Горьковским автомобильным заводом.

## Расписание
| станция       | первый поезд | последний поезд |
| ------------- | ------------ | --------------- |
| Горьковская   | 05:40        | 00:17           |
| Парк Культуры | 05:40        | 00:21           |

## Архитектура и оформление
Пол станции выложен серым гранитом, пересекаемым вставками из чёрного мрамора. Колонны квадратные, отделаны серым мрамором. По верхней части путевых стен выложены панно на тему автомобилестроения.

## Интересный факт
До открытия в 2002 году станции «Буревестник», станция была единственной в Нижегородском метрополитене, имеющей только один вестибюль для пассажиров.

## Галерея

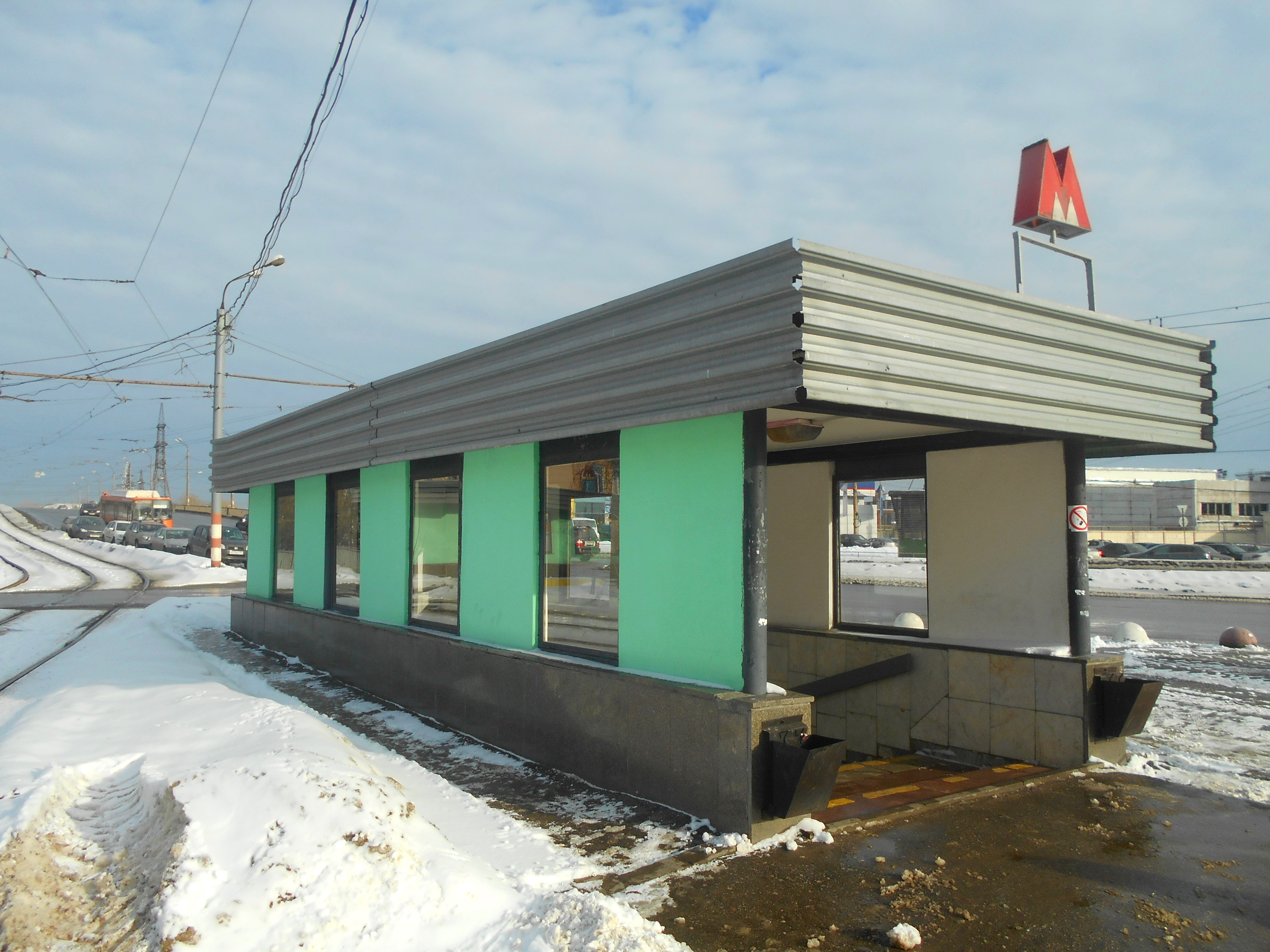
Вход на станцию
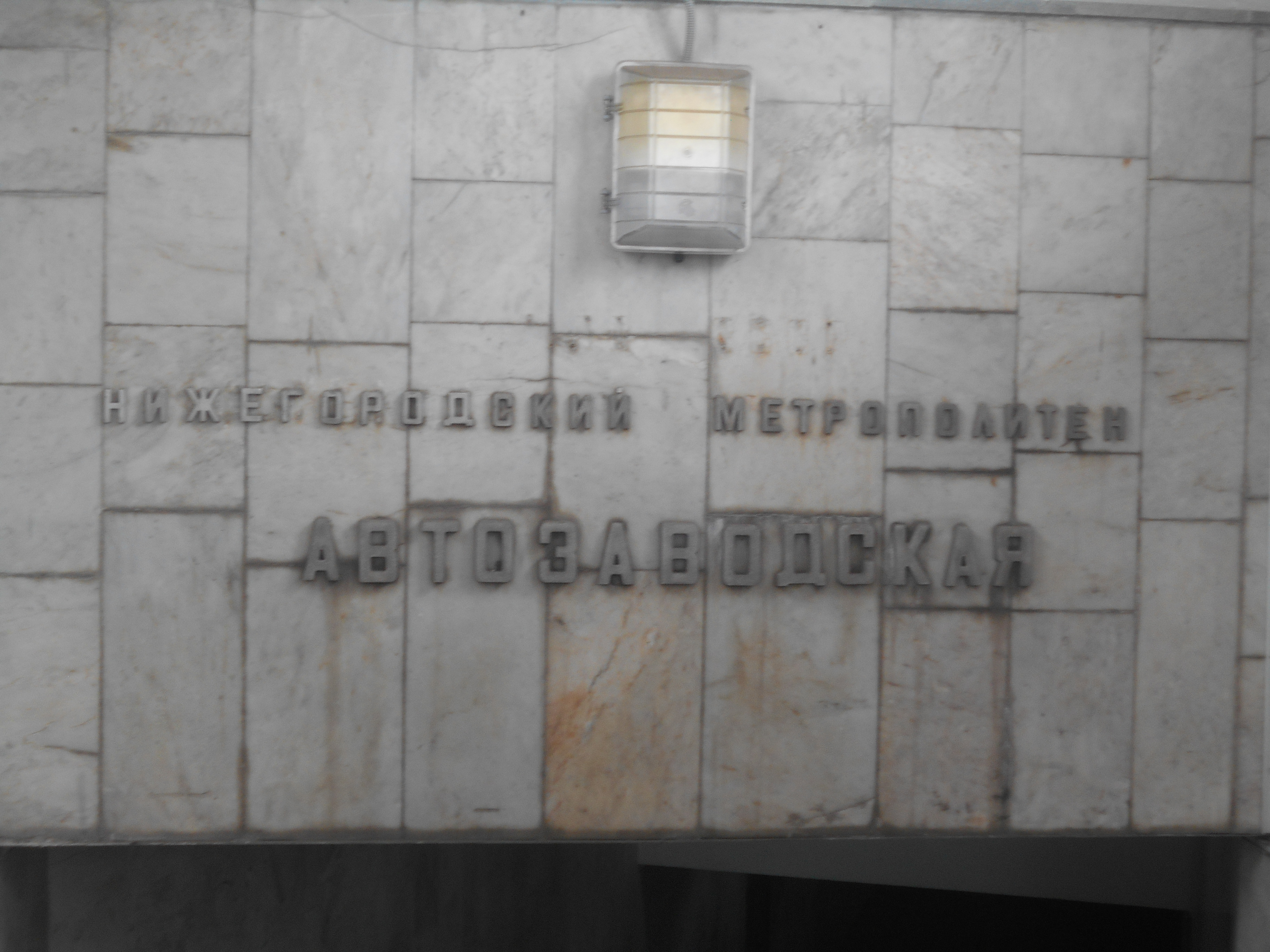
Название станции и метрополитена
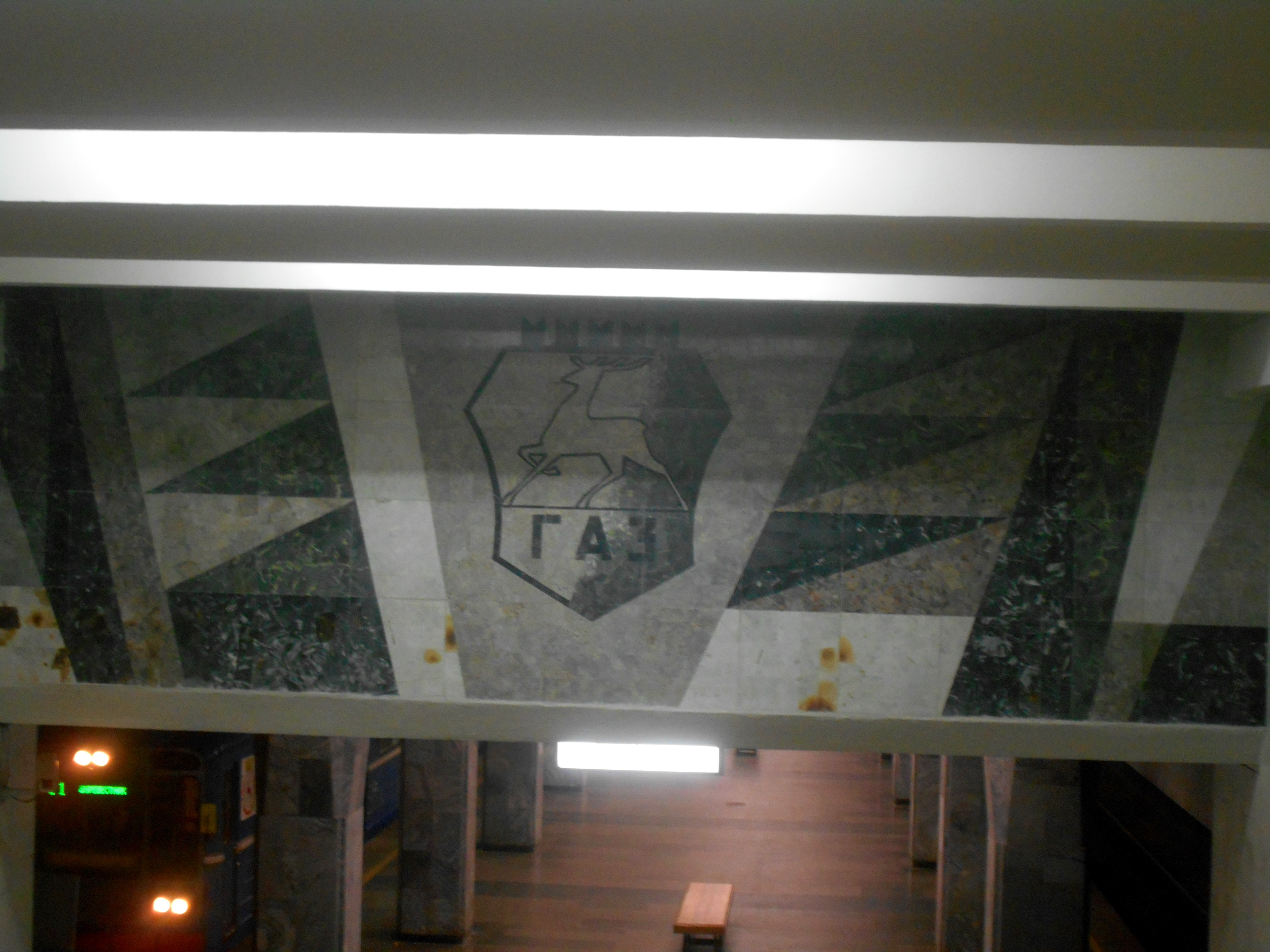
Панно над спуском на платформу
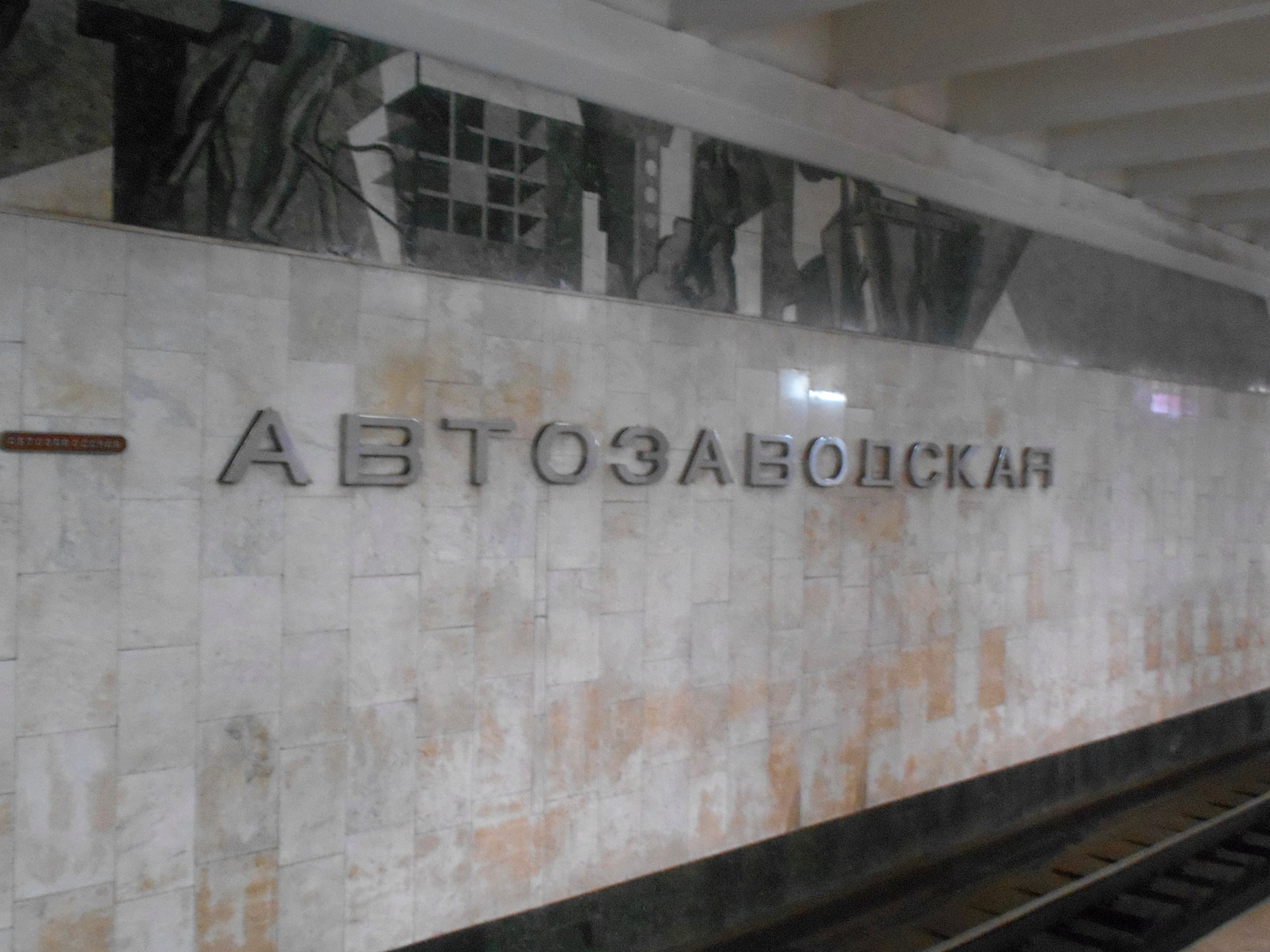
Название станции на путевой стене
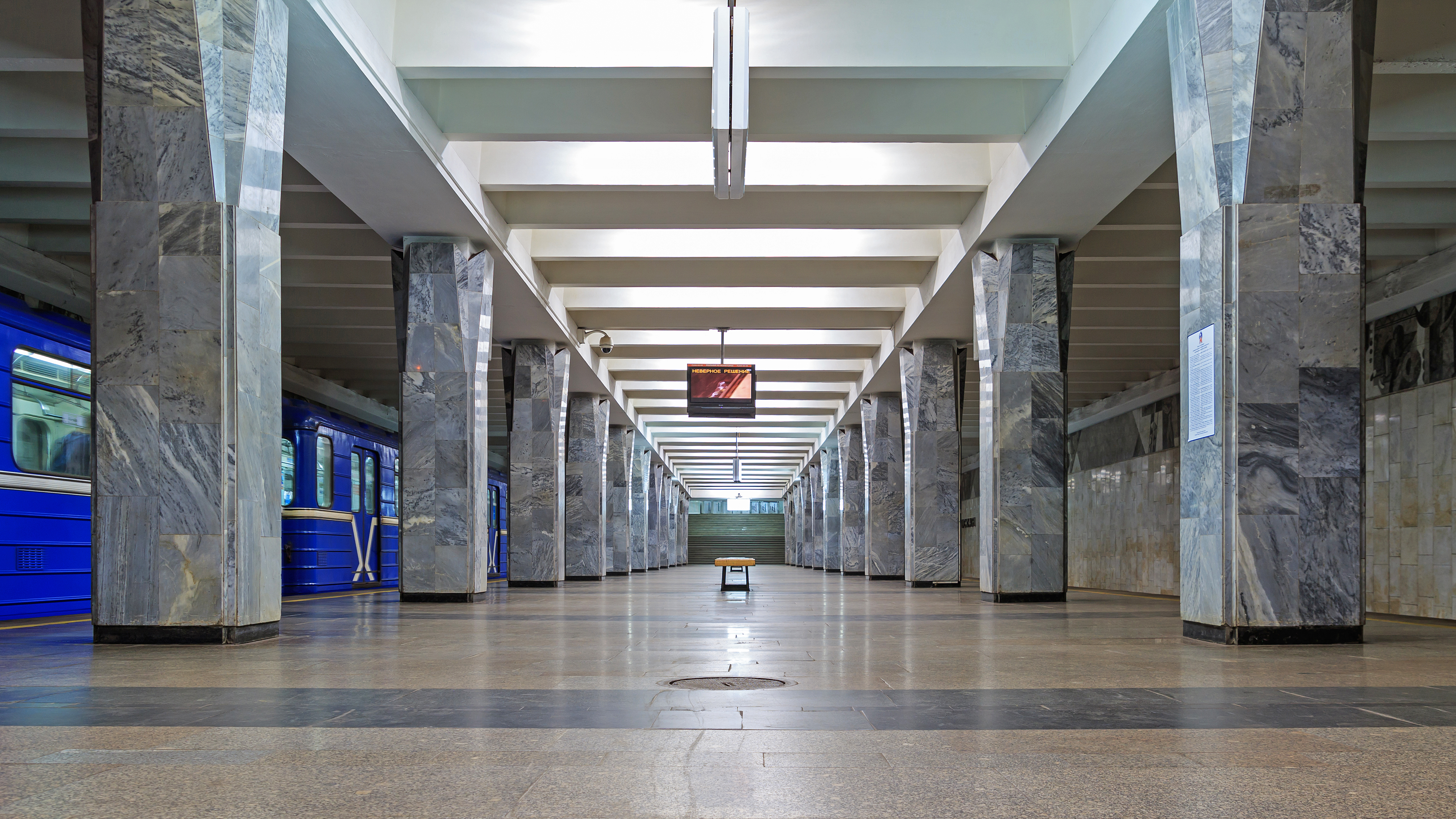
Посадочная платформа